# غورنيي ميلانوفاتس
غورنيي ميلانوفاتس (Горњи Милановац) هي مدينة في مورافيكا في مقاطعة وسط صربيا في صربيا.
يبلغ عدد سكانها حوالي 24725 نسمة.

## المناخ
يظهر الجدول التالي التغييرات المناخية على مدار السنة لغورنيي ميلانوفاتس:
| البيانات المناخية لـغورنيي ميلانوفاتس | البيانات المناخية لـغورنيي ميلانوفاتس | البيانات المناخية لـغورنيي ميلانوفاتس | البيانات المناخية لـغورنيي ميلانوفاتس | البيانات المناخية لـغورنيي ميلانوفاتس | البيانات المناخية لـغورنيي ميلانوفاتس | البيانات المناخية لـغورنيي ميلانوفاتس | البيانات المناخية لـغورنيي ميلانوفاتس | البيانات المناخية لـغورنيي ميلانوفاتس | البيانات المناخية لـغورنيي ميلانوفاتس | البيانات المناخية لـغورنيي ميلانوفاتس | البيانات المناخية لـغورنيي ميلانوفاتس | البيانات المناخية لـغورنيي ميلانوفاتس | البيانات المناخية لـغورنيي ميلانوفاتس |
| الشهر                                 | يناير                                 | فبراير                                | مارس                                  | أبريل                                 | مايو                                  | يونيو                                 | يوليو                                 | أغسطس                                 | سبتمبر                                | أكتوبر                                | نوفمبر                                | ديسمبر                                | المعدل السنوي                         |
| ------------------------------------- | ------------------------------------- | ------------------------------------- | ------------------------------------- | ------------------------------------- | ------------------------------------- | ------------------------------------- | ------------------------------------- | ------------------------------------- | ------------------------------------- | ------------------------------------- | ------------------------------------- | ------------------------------------- | ------------------------------------- |
| الدرجة القصوى °م                      | 20.7                                  | 23.9                                  | 28.8                                  | 32.2                                  | 34.9                                  | 37.4                                  | 43.6                                  | 40.0                                  | 37.5                                  | 30.7                                  | 28.4                                  | 22.6                                  | 43.6                                  |
| متوسط درجة الحرارة الكبرى °م          | 4.6                                   | 7.0                                   | 12.4                                  | 18.0                                  | 23.5                                  | 26.2                                  | 28.6                                  | 28.7                                  | 23.9                                  | 18.4                                  | 11.2                                  | 5.8                                   | 17.4                                  |
| المتوسط اليومي °م                     | −1.7                                  | −6.2                                  | 6.3                                   | 10.3                                  | 13.0                                  | 20.1                                  | 22.3                                  | 22.1                                  | 17.9                                  | 12.2                                  | 8.0                                   | 0.6                                   | 10.4                                  |
| متوسط درجة الحرارة الصغرى °م          | −4.4                                  | −9.4                                  | 2.1                                   | 6.1                                   | 9.4                                   | 15.5                                  | 17.8                                  | 17.4                                  | 13.2                                  | 8.0                                   | 4.9                                   | −3.2                                  | 6.5                                   |
| أدنى درجة حرارة °م                    | −29.4                                 | −15.4                                 | −12.8                                 | −4.9                                  | 3.5                                   | 5.5                                   | 8.4                                   | 6.7                                   | 4.7                                   | −4.5                                  | −7.8                                  | −13.4                                 | −5.7                                  |
| الهطول مم                             | 137.0                                 | 136.3                                 | 16.3                                  | 82.9                                  | 152.9                                 | 54.9                                  | 19.0                                  | 0.3                                   | 21.0                                  | 52.0                                  | 29.2                                  | 101.0                                 | 802.8                                 |
| الدرجة القصوى °ف                      | 69.3                                  | 75.0                                  | 83.8                                  | 90.0                                  | 94.8                                  | 99.3                                  | 110.5                                 | 104.0                                 | 99.5                                  | 87.3                                  | 83.1                                  | 72.7                                  | 110.5                                 |
| متوسط درجة الحرارة الكبرى °ف          | 40.3                                  | 44.6                                  | 54.3                                  | 64.4                                  | 74.3                                  | 79.2                                  | 83.5                                  | 83.7                                  | 75.0                                  | 65.1                                  | 52.2                                  | 42.4                                  | 63.3                                  |
| المتوسط اليومي °ف                     | 28.9                                  | 20.8                                  | 43.3                                  | 50.5                                  | 55.4                                  | 68.2                                  | 72.1                                  | 71.8                                  | 64.2                                  | 54.0                                  | 46.4                                  | 33.1                                  | 50.7                                  |
| متوسط درجة الحرارة الصغرى °ف          | 24.1                                  | 15.1                                  | 35.8                                  | 43.0                                  | 48.9                                  | 59.9                                  | 64.0                                  | 63.3                                  | 55.8                                  | 46.4                                  | 40.8                                  | 26.2                                  | 43.7                                  |
| أدنى درجة حرارة °ف                    | −20.9                                 | 4.3                                   | 9.0                                   | 23.2                                  | 38.3                                  | 41.9                                  | 47.1                                  | 44.1                                  | 40.5                                  | 23.9                                  | 18.0                                  | 7.9                                   | 21.7                                  |
| الهطول إنش                            | 5.39                                  | 5.37                                  | 0.64                                  | 3.26                                  | 6.02                                  | 2.16                                  | 0.75                                  | 0.01                                  | 0.83                                  | 2.05                                  | 1.15                                  | 3.98                                  | 31.61                                 |
| متوسط أيام هطول الأمطار (≥ mm)        | 20                                    | 16                                    | 30                                    | 8                                     | 13                                    | 10                                    | 9                                     | 10                                    | 12                                    | 14                                    | 14                                    | 12                                    | 171                                   |
| متوسط الرطوبة النسبية (%)             | 90                                    | 86                                    | 77                                    | 79                                    | 82                                    | 69                                    | 70                                    | 65                                    | 75                                    | 80                                    | 85                                    | 88                                    | 79                                    |
| ساعات سطوع الشمس الشهرية              | 72.2                                  | 101.7                                 | 153.2                                 | 188.1                                 | 242.2                                 | 260.9                                 | 290.8                                 | 274.0                                 | 204.3                                 | 163.1                                 | 97.0                                  | 64.5                                  | 2٬112                                 |
| المصدر:                               |                                       |                                       |                                       |                                       |                                       |                                       |                                       |                                       |                                       |                                       |                                       |                                       |                                       |

## توأمة
لغورنيي ميلانوفاتس اتفاقيات توأمة مع كل من:
- كافادارشي
- سلوفينج غرادتس
- سيجانا
- Mosjøen [الإنجليزية]‏
- إذيسا
- بلفن

## أعلام
- دراغان تودوروفيتش
- ستيفان أندريتش
- ألكسندر بونجافيتش
- بويان زيفكوفيتش
- رادميلو إيفانسفيتش